# フライングライナー号
フライングライナー号（フラングライナーごう）は、東京都江東区と大阪府大阪市を結ぶ夜行高速バスである。
この項目では姉妹路線のフライングスニーカー大阪号及び廃止路線のフライングスニーカー京都・茨木号についても一括して説明する。
全席指定制なので、あらかじめ乗車券を購入しなければならない。

## 運行会社
- 東北急行バス（東京営業所）
- 近鉄バス（八尾営業所）

「フライングスニーカー京都・茨木号」（廃止）は東北急行バスの単独運行で、近鉄バスは大阪側での予約・発券・運行支援のみ行っていた。

### 乗務体制
- 「フライングライナー号」は2名乗務。
- 「フライングスニーカー大阪号」は、東北急行バスは2名乗務（2014年4月2日東京発の運行より。それ以前は途中仮眠休憩を挟みワンマン運行）。近鉄バスは、「フライングスニーカー大阪号」と「フライングライナー号」の車両2台に対して3名の乗務員を配置し、2車3人体制での運行。「フライングスニーカー京都・茨木号」（廃止）はワンマン運行であった。

## 運行経路および停車停留所

### 現行路線

#### フライングライナー号
東北急行バス東京営業所 -  東京ディズニーランド - 東京駅八重洲通り（※1） - （昭和通り） - （京橋ランプ） - （首都高速道路） - （横浜駅西口ランプ）  - 横浜駅西口（※2） - （新横浜通り） - （横浜新道） - （保土ヶ谷バイパス） - （東名高速道路） - （名神高速道路） -　（京都東IC） - 京都駅八条口 - （京都南IC） -　（名神高速道路） - （豊中IC） - （阪神高速道路） - 大阪駅前（地下鉄東梅田）（※3） - なんばOCATビル - あべの橋駅（天王寺駅）

#### フライングスニーカー大阪号
東北急行バス東京営業所 -  東京ディズニーランド - 浅草駅前 -  上野駅前 - 東京駅八重洲通り（※1） - （霞が関ランプ） - （首都高速道路） - （東名高速道路） - （新名神高速道路） - （名神高速道路） - （京都東IC） - 京都駅八条口 - （京都南IC） - （名神高速道路） - （豊中IC） - （阪神高速道路） - 大阪駅前（地下鉄東梅田）（※3） - なんばOCATビル － あべの橋駅（天王寺駅）
※1 東京駅八重洲通り：東京駅八重洲口から徒歩3分の八重洲通り沿い（セブン-イレブン日本橋三丁目店前）にあり、東京駅八重洲南口乗り場ではない。
※2 横浜駅西口：西口第2のりば（東京建物横浜ビル前）
※3 大阪駅前：近鉄バス梅田バス停と同一。

#### （途中休憩）
- 「フライングライナー号」・「フライングスニーカー大阪号」共に開放休憩1回。運行表での規定休憩場所は海老名SA(大阪行)・土山SA(東京行)、道路及び運行状況により変更あり。他停車は乗務員交代のみ。

### 廃止路線

#### フライングスニーカー京都・茨木号
東北急行バス東京営業所 - 東京駅八重洲通り - （霞が関ランプ） - （首都高速道路） - （東名高速道路） - （名神高速道路） - （京都東IC） - 京都駅八条口 - （京都南IC） - （名神高速道路） - （茨木IC） - JR茨木駅 - 阪急茨木市駅 - 大日駅
※2011年12月31日廃止。

## 沿革
- 2003年（平成15年）12月18日 - 東京営業所〜大阪あべの橋間に「フライングライナー号」運行開始。東北急行バス・近鉄バスの共同運行。
- 2004年（平成16年）3月5日 - 格安便「フライングスニーカー号」運行開始。
- 2005年（平成17年）3月20日 - 「フライングライナー号」京都経由に変更。第二の格安便「フライングスニーカー京都・茨木号」運行開始。格安便の大阪系統は「フライングスニーカー大阪号」に改称。
- 2006年（平成18年）8月2日 - 「フライングライナー号」大阪側は藤井寺駅まで延長、東京側は新木場駅経由に変更。
- 2007年（平成19年）
  - 4月19日 - 「フライングライナー号」、横浜〜大阪間「ブルーライト号」の廃止に伴い、横浜駅西口経由に変更。新木場駅は廃止。
  - 10月2日 - 「フライングスニーカー京都・茨木号」を大日駅まで延長。
- 2008年（平成20年）
  - 6月2日 - 「フライングスニーカー京都・茨木号」を金土日のみの運行、全便を東北急行バスのみの担当に変更。
  - 7月10日 - 「フライングスニーカー京都・茨木号」を毎日運行に戻し、あわせて所要時間を短縮。
  - 10月1日 -　運行経路を伊勢湾岸自動車道・新名神高速道路に変更し、所要時間を短縮。
- 2011年（平成23年）
  - 3月21日 - 東日本大震災により「フライングスニーカー京都・茨木号」を当面運休。
  - 8月1日 - 「フライングスニーカー大阪号」を京都駅経由に変更。「フライングライナー号」も時刻を変更。
  - 12月20日 - 「フライングライナー号」上野、浅草方面へ延伸し、「上野駅前」・「浅草駅前」両停留所を新設。
  - 12月31日 - 休止していた「フライングスニーカー京都・茨木号」を廃止。
- 2016年（平成28年）12月1日 - 「フライングスニーカー大阪号」の東京発便をユニバーサル・スタジオ・ジャパンへ延長。大阪発便の乗車扱いはなし[1]。
- 2017年（平成29年）7月14日 - 「フライングライナー号」「フライングスニーカー号」東京ディズニーランドへ乗り入れ開始。「浅草駅前」「上野駅前」停車を「フライングスニーカー号」に持ち替え。「フライングライナー号」の藤井寺駅乗り入れ、フライングスニーカー号のユニバーサル・スタジオ・ジャパン乗り入れを廃止。[2]。
- 2019年（令和元年）6月21日 - 運賃改定[3]。
- 2020年（令和2年）
  - 4月10日 - 新型コロナウイルスの影響により、「フライングライナー号」はこの日の出発便より同年5月7日出発便まで、「フライングスニーカー号」は4月7日出発便より同年5月6日出発便まで運休（運休期間はともに「当面の間」に延長）[4][5]。
  - 6月11日 - 「フライングライナー号」がこの日の出発便より運行再開[6][7]。
  - 7月2日 - 「フライングスニーカー号」がこの日の出発便より運行再開[6][7]。
  - 8月16日 - 「フライングライナー号」がこの日の出発便より翌年3月11日出発便まで運休[8][9]。
  - 8月17日 - 「フライングスニーカー号」がこの日の出発便より翌年3月18日出発便まで運休[8][9]。
- 2021年（令和3年）
  - 3月12日 - 「フライングライナー号」がこの日の出発便より運行再開[10][11]。
  - 3月19日-  「フライングスニーカー号」がこの日の出発便より運行再開[10][11]。

## 車両
両社とも日野・セレガを使用する。なお、近鉄バスは一時期2階建てバス（三菱ふそう・エアロキング）を使用した。

### 設備
- フライングライナー号
  - 独立3列シート、トイレ、飲み物、スリッパ・通路仕切りカーテン（近鉄のみ）、毛布を用意
- フライングスニーカー大阪号、フライングスニーカー京都・茨木号（廃止）
  - 2人掛け4列シート、トイレと毛布、飲み物（東北急行のみ）